# Lasioglossum viridatulum
Lasioglossum viridatulum là một loài Hymenoptera trong họ Halictidae. Loài này được Cockerell mô tả khoa học năm 1919.